# CPAN
CPAN, é um acrônimo para Comprehensive Perl Archive Network (Rede de Repositórios Perl), é um repositório de mais de 130.200 módulos de software escritos em linguagem de programação Perl, assim como suas respectivas documentações. Possui presença em nível mundial na World Wide Web em «www.cpan.org» (em inglês) e é espelhado mundialmente em mais de 250 sítios . CPAN pode significar tanto a rede de armazenamento propriamente dita, quanto o programa Perl que atua como uma interface para a rede e um instalador automático de software (tal como um gerenciador de pacotes). A maior parte do software no CPAN é software livre.

## Módulos
Tal como muitas linguagens de programação, Perl tem mecanismos para uso de bibliotecas externas de código, permitindo que um simples arquivo contenha rotinas comuns empregadas por vários programas. Em Perl chamam-se módulos.  Módulos Perl são tipicamente instalados em um de muitos diretórios cujos caminhos são acrescentados ao interpretador Perl quando é compilado pela primeira vez; em sistemas operacionais Unix compatíveis, caminhos comuns incluem  /usr/lib/perl5, /usr/local/lib/perl5, e vários de seus subdiretórios.
Perl vem com um pequeno conjunto de core modules (módulos base). Alguns destes realizam tarefas de inicialização, como o ExtUtils::MakeMaker, o qual é empregado para construir e instalar outros módulos de extensão; outros como CGI.pm, são de uso comum. Entretanto, os autores de Perl não esperam que este limitado grupo atenda todas as necessidades.

### Trabalhos derivados
Em 2006, um grupo de desenvolvedores Perl que também tinham interesse por JavaScript reuniram-se para criar o JSAN, o JavaScript Archive Network. O JSAN é uma portagem quase direta da infraestrutura do CPAN para uso com a linguagem JavaScript, a qual não teve uma comunidade coesa durante a maior parte de sua existência.